# Powell (Wyoming)
Powell é uma cidade localizada no estado norte-americano de Wyoming, no Condado de Park.

## Demografia
Segundo o censo norte-americano de 2000, a sua população era de 5373 habitantes.
Em 2006, foi estimada uma população de 5381, um aumento de 8 (0.1%).

## Geografia
De acordo com o United States Census Bureau tem uma área de
9,6 km², dos quais 9,6 km² cobertos por terra e 0,0 km² cobertos por água.

## Localidades na vizinhança
O diagrama seguinte representa as localidades num raio de 44 km ao redor de Powell.